# 越南基建股份
越南基建股份有限公司，簡稱越南基建股份及越南基建（英語：Vietnam Infrastructure Limited）（LSE：VNI），現時投資上市及非上市越南基建建築企業。越資股份有限公司旗下公司。
其股份自倫敦證券交易所另類投資上場上市。上市日期為2007年7月5日。

## 外部連結
- 越南基建股份有限公司 （页面存档备份，存于）